# 格雷格·法萨拉
格雷格·法萨拉（英語：Greg Fasala，1965年5月10日—），澳大利亚男子游泳运动员。他曾代表澳大利亚参加1984年夏季奥林匹克运动会游泳比赛，获得男子4×100米自由泳接力银牌。